# Akora
Akora é uma cidade do Paquistão localizada na província de Caiber Paquetuncuá.